# Alan McLoughlin
Alan Francis McLoughlin (Manchester, 1967. április 20. – 2021. május 4.) ír válogatott labdarúgó, edző.

## Pályafutása

### Klubcsapatban
Manchesterben született Angliában. Pályafutását szülővárosa csapatában a Manchester Unitedben kezdte, de a felnőtt csapatban egyetlen alkalommal sem játszott, csak a tartalékok között  szerepelt. 1986-ban a Swindon Town igazolta le. Bemutatkozására 1986. szeptember 12-én került sor egy Newport County elleni mérkőzés alkalmával. Az 1987–88-as idényben kölcsönben szerepelt a Torquay United csapatában. 1990-ben a Southampton igazolta le, de kevés mérkőzésen szerepelt és 1991-ben kölcsönadták az Aston Villának. 1992-ben a Portsmouth szerződtette, ahol hét szezonon keresztül játszott. Ezt követően 1999 és 2001 között a Wigan Athletic, 2001 és 2002 között a Rochdale, 2002 és 2003 között a Forest Green Rovers játékosa volt.   

### A válogatottban
1990 és 1999 között 42 alkalommal szerepelt az ír válogatottban és 2 gólt szerzett. Egy Málta elleni barátságos mérkőzés alkalmával mutatkozott be 1990. június 2-án, amely 3–0-ás ír győzelemmel zárult. Részt vett az 1990-es és az 1994-es világbajnokságon. 1993. november 17-én a sorsdöntő Észak-Írország elleni vb-selejtezőn csereként beállva sikerült egyenlítenie és az egy pont azt jelentette, hogy Írország kijutott az Egyesült Államokban rendezett 1994-es világbajnokságra.

## Halála
54 éves korban, hosszan tartó súlyos betegség következtében hunyt el